# Wilhelm Meinhard Coenen
Wilhelm Meinhard Coenen (getauft am 1. August 1688 in Wickrathberg; begraben am 14. Februar 1754 in Elberfeld) war Bürgermeister von Elberfeld.
Coenen wurde 1688 als Sohn von Johann Lorenz Coenen (1646/47–1720) und dessen Frau Alexandrina vom Schade (1656–1720) in Wickrath geboren und im benachbarten Wickrathberg getauft. Sein Vater und sein Großvater sind beide dort Rentmeister gewesen. Wilhelm Coenen besuchte in Wickrathberg die Lateinschule und wurde am 22. September 1706 an der Universität Duisburg immatrikuliert. Als Dr. Coenen zog er später nach Elberfeld, wo er 1711 die Anwaltstochter Anna Gertrud Schöller (1677–1758) heiratete. Das Paar hatte vier Kinder. Sein ältester Sohn, Johann Jakob Karl Coenen heiratete 1741 Katharina Elisabeth Erckels, die Tochter des Duisburger Medizinprofessors Friedrich Erckels.
Coenen war in Elberfeld ebenfalls als Anwalt tätig. Er wurde 1726 erstmals für das Amt des Bürgermeisters vorgeschlagen und direkt gewählt. Im Jahr darauf als Stadtrichter tätig, war er in den Jahren 1731 und 1743 Ratsmitglied. Eine weitere Wahl zum Bürgermeister 1743 scheiterte.